# 퓌해얘르비

퓌해얘르비의 위치

퓌해얘르비(핀란드어: Pyhäjärvi)는 핀란드 북포흐얀마 지역에 위치한 도시로 면적은 1,459.48km2, 인구는 5,494명(2016년 기준), 인구 밀도는 4.19명/km2이다.

시 문장

## 같이 보기
- 실리냬르비